# Terminátor 3. – A gépek lázadása
Terminátor 3. – A gépek lázadása (Eredeti cím: Terminator 3 – Rise of the Machines) – 2003-ban bemutatott német-amerikai sci-fi akciófilm, a Terminátor-sorozat harmadik része. Rendezője Jonathan Mostow, a főszerepeket Arnold Schwarzenegger, Nick Stahl, Claire Danes és Kristanna Loken játsszák.

## Cselekmény
|  | Alább a cselekmény részletei következnek! |

2004-et írunk, John Connor, a jövőbeli gépek elleni háború leendő vezére immár felnőtt férfivá cseperedett, noha anyja, Sarah Connor évekkel ezelőtt leukémiában meghalt. A fiú úgy gondolja, nem menekülhet végzete és az Ítélet napja elől, ennek ellenére folyton úton van, fél a jövőtől és a háborútól...
A Skynet ismételten egy terminátort, egy T-X modellezésű robotot küld vissza az időben, hogy megölje a jövő egyik kulcsfontosságú alakját, Katrine Brewstert, illetve hogy likvidálja a leendő emberi ellenállás tagjait. John és Kate útjai éppen keresztezik egymást, amikor a gép a nőre támad, ám megjelenik az emberek újabb átprogramozott és visszaküldött kiborgja, a T850-es, aki mindkét fiatalt megmenti ellenségétől, majd elviszi őket Sarah Connor kriptájához. A koporsóban talált fegyverek megszerzése után ismét menekülni kényszerülnek, nemcsak a gyilkológép T-X, hanem a kiérkező kommandósok elől is. Miután a terminátor elmondta, hogy Kate megmentésére küldték ide, aki a jövőben John felesége lesz, és hogy az Ítélet napja hamarosan el fog jönni, felsorolja a T-X emberi célpontjainak listáját, amelyen Kate apja, a pillanatnyilag biztonsági rendszert fejlesztő Robert Brewster tábornok is szerepel. A csapat a Cyberdyne Systems központjába siet, ahol azonban a tábornok és az emberei egy számítógépes vírus megsemmisítésének érdekében szabad utat adnak a Skynet rendszerének, ezzel pedig aláírják az Ítélet napját; alig az összeköttetés után a Skynet parancsba adja a bázison jelenlévő harci robotoknak az emberek megsemmisítését, így a népirtás azonnal megkezdődik. A T-X Robertet is megöli, tanácsára lánya és John Crystal Peakbe repülnek, hogy az ott található atombunkerben véget vethessenek az egész felfordulásnak, illetve itt vívja meg végső összecsapását a két egymással szemben álló terminátor is. Miután Johnék sikeresen elsáncolták magukat a bunkerben, a T850-es megsebzi saját hidrogén-üzemanyagcelláját, amivel hatalmas robbanást idéz elő, megsemmisítve ezzel önmagát és a T-X-et. Johnék percekkel később ébrednek rá, hogy erről a helyről semmiképpen sem tudnak beleavatkozni a történésekbe, itt csupán teljes védelem alatt állnak a világra szabadított hidrogéntöltetek ellen, amelyek pillanatok alatt szinte kipusztítják az emberiséget - a gépek uralma elérkezett. Az emberek vezére John lesz a gigászi küzdelemben.
|  | Itt a vége a cselekmény részletezésének! |

## Szereplők
| Színész               | Karakter                 | Magyar hang                                         |
| --------------------- | ------------------------ | --------------------------------------------------- |
| Arnold Schwarzenegger | T850-101                 | Gáti Oszkár                                         |
| Nick Stahl            | John Connor              | Lippai László                                       |
| Kristanna Loken       | T-X                      | Lázár Erika (1. szinkron) Orosz Helga (2. szinkron) |
| Claire Danes          | Katrine Brewster         | Kisfalvi Krisztina                                  |
| Mark Famiglietti      | Scott Petersen           | Bodrogi Attila                                      |
| Earl Boen             | Dr. Peter Silberman      | Makay Sándor                                        |
| David Andrews         | Robert Brewster tábornok | Perlaki István                                      |
| Moira Harris          | Betsy                    | Koffler Gizi                                        |
| Chopper Bernet        | kamionos                 | Haás Vander Péter                                   |

## Televíziós megjelenések
RTL Klub, RTL II, Film+, Cool TV